# Euparotrix squamosa
Euparotrix squamosa är en skalbaggsart som beskrevs av Lea 1923. Euparotrix squamosa ingår i släktet Euparotrix och familjen Aphodiidae. Inga underarter finns listade i Catalogue of Life.